# História da Jamaica
Em 1494, quando Colombo chegou à ilha (chamando-a, então, de ilha de Santiago), encontrou-a habitada pelo povo Aruaque (Arawak), nela residente desde o século VII d. C. No entanto, com a chegada dos colonos espanhóis a partir de 1509, rapidamente os índios arauaques desapareceram por ação, sobretudo, das doenças européias, às quais eram bastante vulneráveis. O nome atual do país deriva do nome Xamayca, que significa "terra de madeira e água", que lhe foi dado pelo povo Arawak.
Juan de Esquivel empreendeu sua conquista, autorizado por Diego Colombo, filho do descobridor, em 1509. Depois de um período inicial em que a família Colombo ali exerceu poder absoluto, a ilha foi governada até 1655 pelos espanhóis. A ausência de ouro na região levou os espanhóis a dedicarem pouca atenção à ilha, utilizando-a sobretudo como base de abastecimento para colonos de outras áreas americanas. Os nativos da ilha foram exterminados, o que deu início à importação de escravos negros da África.
Pouco colonizada pelos espanhóis, a situação estratégica da ilha, nas rotas do comércio colonial, atraiu a atenção dos ingleses, e, em 1655, a Jamaica foi capturada pelo almirante William Penn e pelo general Robert Venables. Cinco anos mais tarde, todos os espanhóis tinham sido expulsos pelos ingleses, que desenvolveram a cultura da cana-de-açúcar. Contudo, a Inglaterra teve de lidar com a oposição dos antigos escravos dos colonos espanhóis, que se refugiaram nas montanhas do interior e aos quais se juntaram, posteriormente, os escravos que fugiam da dominação inglesa, conseguindo resistir às tropas invasoras durante 150 anos.

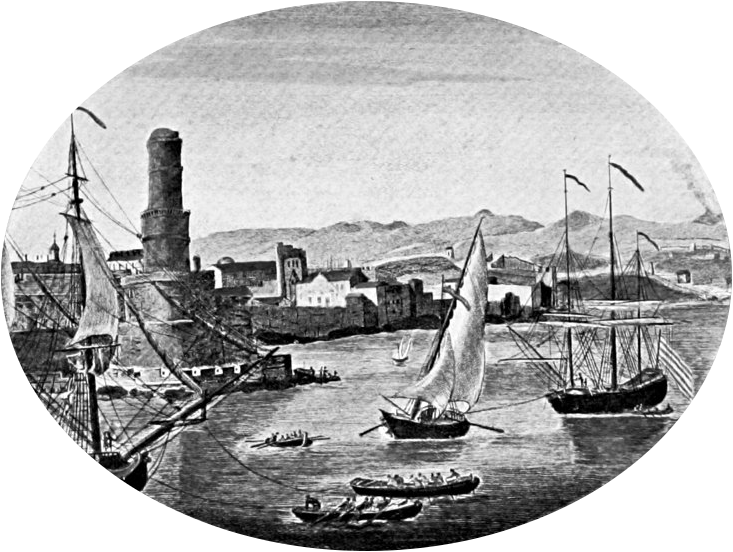
A antiga Port Royale (pré-1692).

De 1661 a 1459, a ilha foi virtualmente ocupada por bucaneiros (piratas que infestavam as Antilhas) com o consentimento da Inglaterra, já que durante esse período de tempo aqueles prestaram uma preciosa ajuda na defesa da ilha perante os sucessivos ataques de navios espanhóis. Da base em Port-Royal, no sudeste da ilha, os piratas se lançavam em ataques às Antilhas espanholas.
Com a assinatura do Tratado de Madrid, em 1670, no qual a Espanha reconhecia a soberania da Inglaterra sobre a Jamaica, os piratas passaram a ser perseguidos até a extinção. A partir de então, a ilha rapidamente se tornou na colônia mais valiosa, através do desenvolvimento efetuado na produção de açúcar e cacau. Em 1672 foi criada a Real Companhia Africana, à qual se concedeu o monopólio do tráfico de escravos, e a Jamaica se converteu num dos maiores centros do tráfico negreiro para a América do Sul, bem como o maior produtor de açúcar do século XVIII.
As antigas capitais da Jamaica são Port Royale, onde se acoitava o pirata Governor Morgan e que foi destruída por uma tempestade e um tremor de terra, e Spanish Town, na paróquia de St. Catherine, que foi o local da antiga capital colonial espanhola e da capital inglesa durante os séculos XVIII e XIX.
O apogeu econômico da Jamaica foi atingido durante a guerra que opôs a França à Inglaterra (1782-1806) e da qual esta saiu vencedora. No entanto, com a supressão do tráfico negreiro, em 1807, e a abolição da escravatura, em 1833, todas as explorações agrícolas existentes na ilha entraram em crise, já que a escassez de mão-de-obra implicou um aumento brutal dos custos de produção, que não eram cobertos pelo abaixamento de preços do açúcar e do cacau registado com o fim da guerra. O processo de decadência econômica, iniciado com a crise da produção de açúcar, se transformou em crise aguda quando a revogação dos privilégios aduaneiros (1846) causou a derrocada dos preços dos produtos das colônias britânicas, arruinando as grandes plantações.

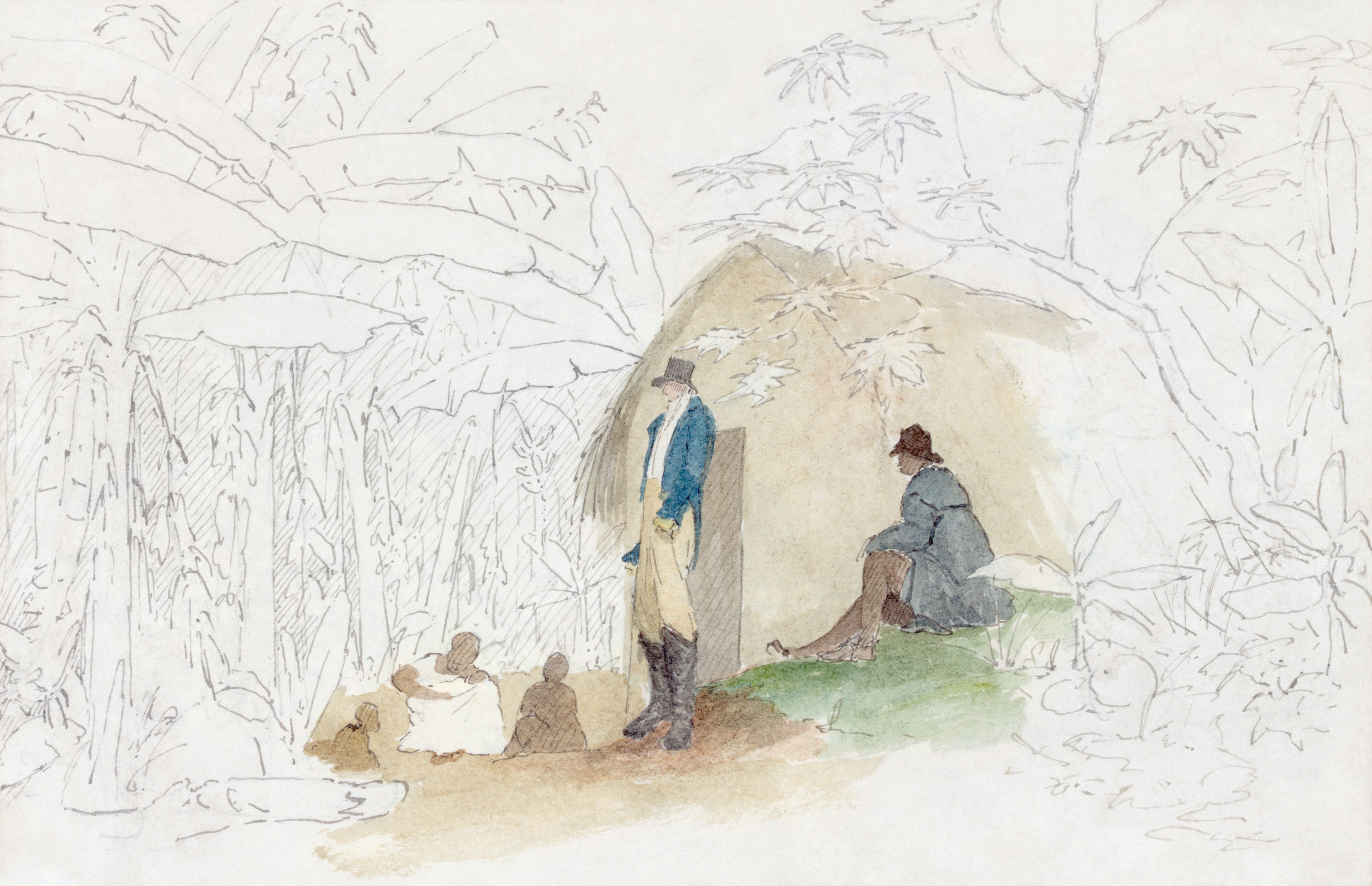
Representação da vida cotidiana na Jamaica no início do século XIX. Aquarela, tinta e lápis. Criado entre 1808 e 1816 por William Berryman.

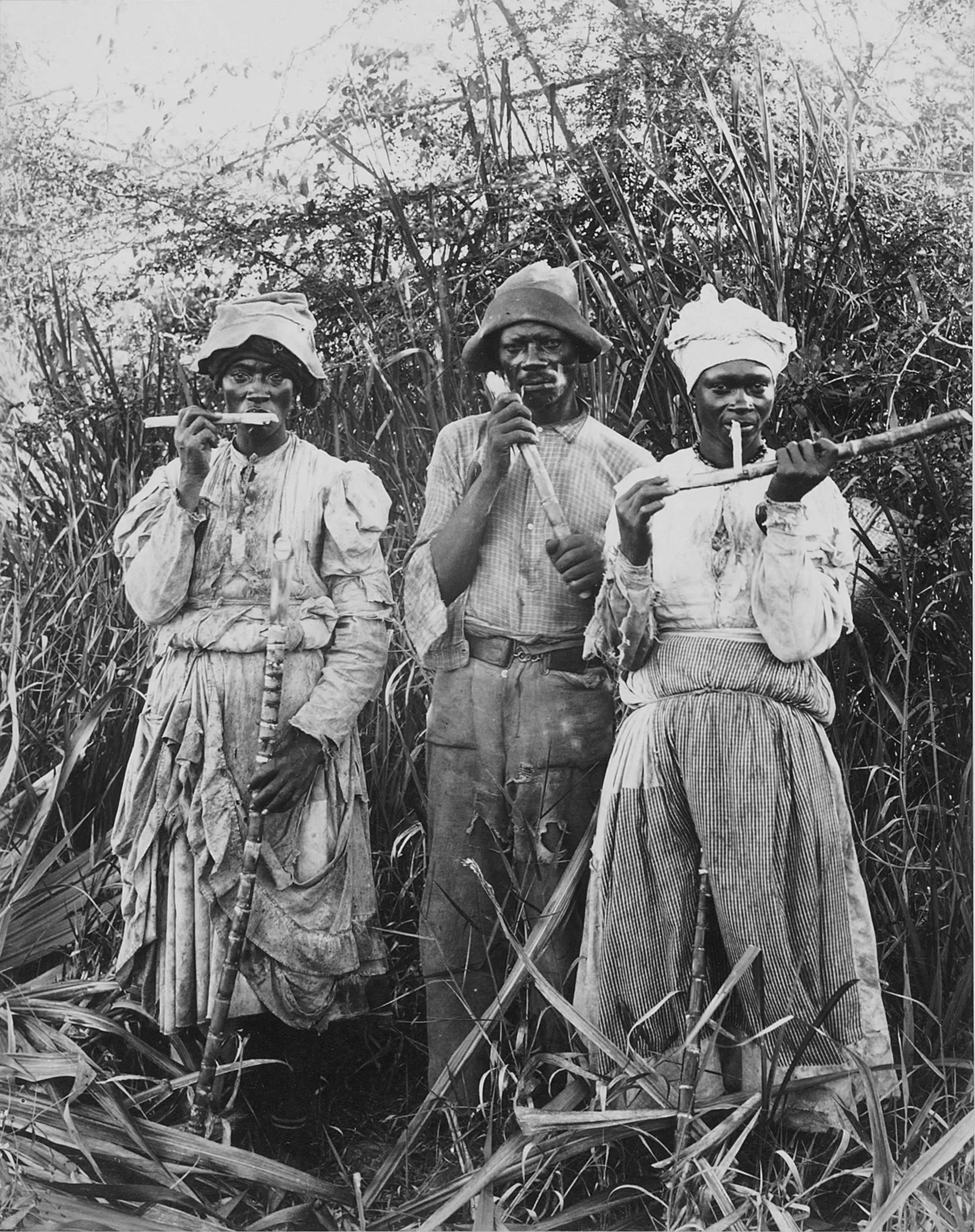
Jamaicanos cortando cana (1880).

O desalojamento dos posseiros negros de terras antes abandonadas causou a insurreição de Morant Bay, em 1865, cruelmente reprimida. No ano seguinte, o Parlamento britânico estabeleceu no país o governo de poder único, Executivo e Legislativo. O novo governador, Sir John Peter Grant, iniciou então um projeto de reestruturação política, administrativa e econômica que colocou de novo a ilha em vias de desenvolvimento, salientando-se a introdução da cultura da banana (1870), que rapidamente se tornou o principal produto de exportação, tendo atraído grandes companhias estrangeiras (United Fruit Company) para a ilha. As reformas políticas e administrativas tinham como objetivo a constituição gradual de um Governo representativo que atuaria sob a égide da Coroa britânica.
Contudo, já no século XX, um sentimento de desagrado perante o domínio inglês começou a espalhar-se no seio da população jamaicana, sobretudo a partir da década de 1930, altura em que a grande depressão econômica mundial começou a influenciar sobremaneira a vida na ilha. A insatisfação com a política colonial levou à formação, em 1938, de um movimento pela independência da ilha. Este movimento de autodeterminação esteve na base de modificações constitucionais importantes (em 1944 e 1953) que, primeiro, instituíram uma assembleia de representantes eleitos por sufrágio universal, e, mais tarde, deram responsabilidades departamentais aos ministros eleitos, embora salvaguardassem a existência de um conselho legislativo e de um conselho executivo (neste estavam presentes, também, os ministros eleitos), ambos nomeados pela Inglaterra. E nem mesmo o desenvolvimento econômico no após-Segunda Guerra Mundial, sustentado por subsídios provenientes da Inglaterra, conseguiu evitar que a Jamaica proclamasse a sua independência a 3 de Janeiro de 1958, sendo membro fundador, em simultâneo, da Federação das Índias Ocidentais (WIF), uma união entre várias ilhas das Caraíbas dentro da Comunidade Britânica de Nações (Commonwealth).
Norman Manley, líder do Partido Nacional Popular (PNP), foi eleito primeiro-ministro em julho de 1959. Nas eleições de 1962, entretanto, foi derrotado pelo Partido Trabalhista Jamaicano (JLP), e seu líder, Sir Alexander Bustamante, passou a ser o primeiro-ministro. Adotou, como medida primordial, a saída da Jamaica da WIF, provocando a dissolução da Federação em maio e a declaração da Jamaica como Estado independente no seio da Commonwealth a 6 de agosto desse mesmo ano. Em 1969, o país tornou-se membro da O.E.A. A deterioração das condições econômicas durante a década de 1970 levaram a um estado de violência endêmica e à queda do turismo.

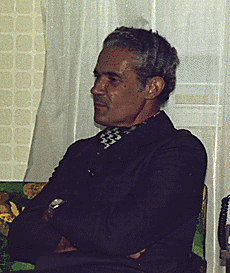
Michael Norman Manley.

Após dez anos de governo trabalhista, Michael Norman Manley, filho de Norman Manley e líder do Partido Nacional Popular (PNP), tornou-se primeiro-ministro. O programa de Governo de Michael Manley consistia na introdução de reformas sociais de características democráticas, mas tais reformas foram minadas pela grave crise econômica que, por seu lado, foi responsável pelo estreitamento dos vínculos com o Terceiro Mundo, em especial com os países do Caribe.
A aproximação política entre a Jamaica e Cuba retrocedeu em 1981, já com Edward Seaga, líder do JLP, como primeiro-ministro, eleito em 1980. Seaga favoreceu o estreitamento das relações com os Estados Unidos, que se tornaram no principal parceiro comercial da Jamaica com reflexos positivos na economia do país. Contudo, esta conjuntura de desenvolvimento foi subitamente interrompida em setembro de 1988, com a passagem do furacão Gilbert, que causou prejuízos incalculáveis e superiores aos registados em 1980, aquando da passagem do furacão Allen. Seaga levou o país a participar da invasão de Granada, em 1983.

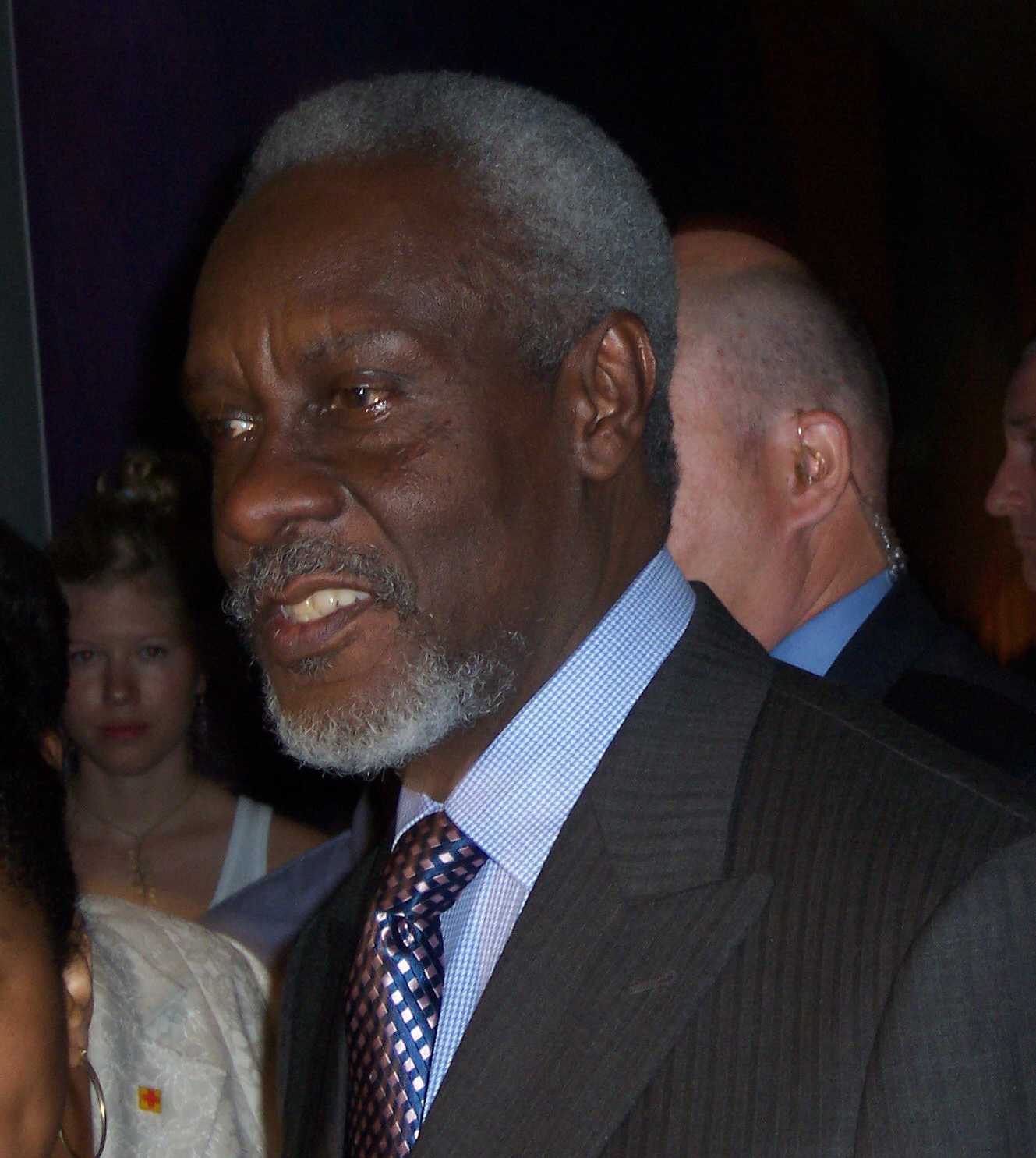
Percival J. Patterson.

M.N. Mauley retornou ao poder nas eleições de 1989 e reatou as relações da Jamaica com Cuba. Após renunciar por motivo de doença, Manley foi sucedido, em março de 1992, pelo seu colega de partido, Percival J. Patterson. Após estas eleições, Patterson anunciou que não tomaria parte em futuros acontecimentos eleitorais enquanto não se procedesse à reforma do sistema eleitoral jamaicano.